# きたがわめぐみ
きたがわ めぐみ (1979年1月30日 - ）は神奈川県出身のイラストレーター。絵本作家。

## 人物
専門学校卒業後、幼稚園教諭として勤めていたが骨折のため入院することになり退職。入院中の病院で子供達の絵に感激し絵を描き始める。

## 画材
- 紙やすり
- ガッシュ
- ペンキ

## 作品

### 絵本
- 「3びきのろしありす」 - 教育画劇
- 「おおとかげそば」 - ゴマブックス
- 「おおとかげしんごう」 - ゴマブックス
- 「おおとかげでんわ」 - ゴマブックス
- 「だいすきだよ。」 - サンマーク出版
- 「リルリルちゃんとおかしパーティー」 - 白泉社
- 「おやあめだ」 - フレーベル館・ころころえほん
- 「きこえるよ」-フレーベル館・ころころえほん
- 「なにかしら」-赤ちゃんとママ社
- 「おトイレさん」-教育画劇
- 「おトイレさんびょうきになる」-教育画劇
- 「カレーちゃん」-アリス館
- 「かめさんかめさん」-フレーベル館・ころころえほん

### 童話
- 童話「へんしんぶうたん！ぶたにへんしん！」- ポプラ社
- 童話「へんしんぶうたん！ライオンマンたんじょう！」- ポプラ社
- 童話「へんしんぶうたん！ぼくだけライオン」- ポプラ社
- 童話「１ねんせいじゃだめかなあ？」- ポプラ社

### その他
- ホンダベルノ新東京2006年カレンダー
- おかあさんといっしょ・ 歌「おかしなおかしのカーニバル」イラスト - NHK教育
- 「あそびぢから絵本・おえかき幼稚園」絵担当 - 講談社
- 「あそびぢから絵本・めいろ幼稚園」絵担当 - 講談社
- 「どうなる？どうなる？」絵担当-ベネッセコーポレーション